# 弗拉基米尔·卡申
弗拉基米尔·伊万诺维奇·卡申（羅馬化：Vladimir Ivanovich Kashin；1948年8月10日—）是俄罗斯政治人物，第四、五、六、七、八届国家杜马代表。他担任土地问题委员会主席。他拥有全博士学位（1970年）、俄罗斯农业科学院院士（1997年至今）、俄罗斯科学院院士（2013年至今）等头衔。他也是苏联部长会议奖和俄罗斯联邦政府奖的获得者。2009年，他成为俄罗斯联邦荣誉科学家。
1971年，他毕业于梁赞国立农业技术大学。卡申发表过150多篇科学论文。

## 制裁
卡申于2022年因俄乌战争受到美国财政部制裁。